# 盖杰
盖杰，是匈牙利佐洛州所辖的一个村，总面积6.66平方公里，总人口122，人口密度18.3人/平方公里（2010年1月1日）。